# تاتسویا ایساکا
تاتسویا ایساکا (انگلیسی: Tatsuya Isaka؛ زادهٔ ۱۲ ژوئیهٔ ۱۹۸۵) بازیگر، و بازیگر سینما اهل ژاپن است.